# William Forbes (Rechtsanwalt)
William Forbes (* zwischen 1668 und 1671; † 1745) war ein schottischer Jurist und Hochschullehrer. Von 1714 bis zu seinem Tod 1745 war Forbes erster Regius Professor of Law an der University of Glasgow.

## Leben
William wurde 1668 oder in dem Zeitraum von November 1669 bis Januar 1671 als älteres von zwei Kindern von Thomas Forbes (1629–1687) aus dessen Ehe mit Isobel Edgar (1635–1715) in Aberdeenshire geboren. Die Familie Forbes war eine gesellschaftlich bekannte Familie mit Beziehungen zur University of Aberdeen. Thomas studierte ab 1649 an der Universität Leiden und ab 1650 an der Universität Padua, wo er 1652 als M.D. promoviert wurde. Er kehrte zurück nach Schottland, wo er sich mit einer Gruppe von Männern assoziierte, die 1656 das College of Physicians of Edinburgh gründeten. Thomas kehrte zurück nach Italien, wo er von 1658 bis 1659 an der Universität Pisa Philosophie und von 1659 bis 1662 Medizin lehrte.
Details über Williams frühe Erziehung sind nicht bekannt. Er schloss als A.M. an einer Universität ab, vermutlich dem St. Salvator’s College der University of St Andrews, an dem ein William Forbes eingeschrieben war. Kurz nach dem Abschluss schrieb sich Forbes an der Universität Leiden ein, das heißt, ein Schotte namens William Forbes schrieb sich zwanzigjährig am 28. Oktober 1688 dort ein. Damals war zwanzig ein ungewöhnlich hohes Alter für einen Studenten und stützt die These, dass es sich um einen Absolventen einer anderen Universität handelte, der sich fortbilden wollte. Da es sich bei Leiden gleichzeitig um die Alma Mater von Forbes Vater Thomas handelt, wird diese These weiter unterstützt.
1696 wurde William Mitglied der Faculty of Advocates, der schottischen Anwaltskammer, wo er verschiedene Funktionen übernahm, darunter auch die Rolle des Bibliothekars.
Von 1732 bis 1734 war Forbes Dekan der juristischen Fakultät und von 1736 bis 1738 Questor der Universitätsbibliothek.
Nach seiner Ernennung zum ersten Regius Professor of Laws hielt er die ersten Vorlesungen zum schottischen Recht (Scots Law) an der Universität und schrieb von 1722 bis 1730 eine neue Version der ursprünglich von Sir James Dalrymple, 1. Baronet, 1681 erstveröffentlichten The Institutes of the Law of Scotland, das als Grundlage des modernen schottischen Rechts gilt. Forbes umfangreichstes Werk, Great Body of the Law of Scotland liegt unveröffentlicht in den Archiven der University of Glasgow.

## Bibliografie
- A treatise of church-lands & tithes, 1705.
- The duty and powers of justices of peace: in this part of Great-Britain called Scotland, 1707/08.
- A methodical treatise concerning bills of exchange, 1718.
- The Institutes of the Law of Scotland, 1722.